# Günther Michel

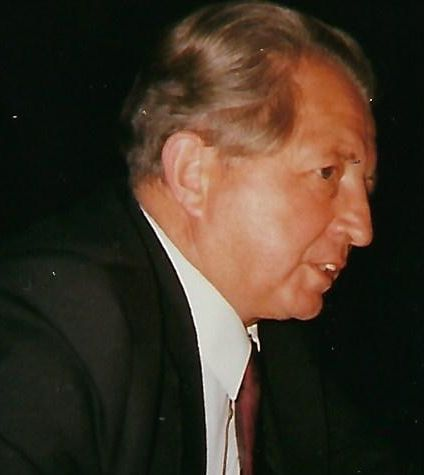
Günther Michel im Jahr 1990

Günther Helmut Michel (* 22. August 1928 in Weißendorf; † 19. März 2017 ebenda) war ein deutscher Tierarzt, Histologe, Embryologe und Hochschullehrer an der Universität Leipzig.

## Leben
Nach kurzer Kriegsgefangenschaft absolvierte Michel zunächst eine landwirtschaftliche Lehre und studierte dann von 1948 bis 1953 Veterinärmedizin an der Universität Leipzig. Anschließend trat er in das Veterinär-Anatomische Institut ein. 1954 wurde er mit einer Arbeit über Speicheldrüsen beim Goldhamster promoviert, 1962 habilitierte er sich mit der Schrift Der Bau des Herzens von Haus- und Wildschwein: Unter besonderer Berücksichtigung des Reizbildungs- und Erregungsleitungssystems. Im gleichen Jahr wurde er Dozent und 1969 ordentlicher Professor für Histologie und Embryologie am Veterinär-Anatomischen Institut der Leipziger Universität. Mit der Wiederbegründung der Veterinärmedizinischen Fakultät im Jahre 1990 wurde er Institutsdirektor und außerdem Prodekan für Studienangelegenheiten. 
1993 wurde Michel emeritiert, blieb aber bis ins hohe Lebensalter der Leipziger Fakultät treu und hielt Vorlesungen zur Geschichte der Veterinärmedizin und war zudem maßgeblich am Aufbau der historischen Sammlung der Fakultät beteiligt. Zudem war Michel etwa 20 Jahre Mitglied des Verwaltungsrates des Freundeskreises der Veterinärmedizinischen Fakultät und wurde 2010 zum Ehrenmitglied des Freundeskreises ernannt. In seiner Freizeit spielte er Tischtennis.
Michel war Autor bzw. Co-Autor mehrerer Lehrbücher. Sein Kompendium der Embryologie der Haustiere erlebte vier Auflagen und wurde in mehrere Sprachen übersetzt.

## Werke
- Kompendium der Embryologie der Haustiere, Fischer, 1. Aufl. 1972
- Morphologie landwirtschaftlicher Nutztiere, Dt. Landwirtschaftsverl., 1987
- Anleitung für den histologischen Kurs